# Oscar Linnér
Oscar Carl Linnér (Danderyd, 23 februari 1997) is een Zweeds voetballer die speelt als doelman. In juli 2025 verruilde hij Petrolul Ploiești voor KTP Kotka. Linnér maakte in 2019 zijn debuut in het Zweeds voetbalelftal.

## Clubcarrière
Linnér speelde in de jeugd van AIK en brak ook door bij die club. Zijn professionele debuut maakte de doelman op 2 juli 2015, toen op bezoek bij VPS Vaasa met 2–2 gelijkgespeeld werd. In de negenentwintigste minuut moest hij invallen voor de geblesseerde keeper Patrik Carlgren. In 2015 en 2016 bleef Linnér reservekeuze onder de lat, maar vanaf het seizoen 2017 was hij de eerste doelman en hij kwam tot negenendertig officiële wedstrijden in deze jaargang. Hij bleef eerste keuze bij AIK tot zijn vertrek in januari 2020. In die maand nam Arminia Bielefeld de sluitpost over voor circa tweehonderdveertigduizend euro en hij zette in Duitsland zijn handtekening onder een verbintenis voor de duur van drieënhalf jaar. Aan het begin van het seizoen 2021/22 werd Linnér verhuurd aan Brescia. In de winterstop keerde hij terug, om verhuurd te worden aan GIF Sundsvall voor een halfjaar. In augustus 2022 besloten Arminia en Linnér uit elkaar te gaan. Twee maanden later nam Aalborg BK hem tot het einde van het kalenderjaar onder contract. Tweeënhalve maand later keerde Linnér opnieuw terug naar Zweden, waar hij voor IF Brommapojkarna ging spelen. Vanaf juli 2023 zat hij zonder club, tot hij in maart 2024 voor Vendsyssel FF tekende. Na een periode bij Petrolul Ploiești tekende hij in juli 2025 voor KTP Kotka.

## Clubstatistieken
| Seizoen | Club              | Competitie    | Competitie | Competitie | Beker | Beker | Internationaal | Internationaal | Totaal | Totaal |
| Seizoen | Club              | Competitie    | Wed.       | Dlp.       | Wed.  | Dlp.  | Wed.           | Dlp.           | Wed.   | Dlp.   |
| ------- | ----------------- | ------------- | ---------- | ---------- | ----- | ----- | -------------- | -------------- | ------ | ------ |
| 2015    | AIK               | Allsvenskan   | 2          | 0          | 0     | 0     | 2              | 0              | 4      | 0      |
| 2016    | AIK               | Allsvenskan   | 2          | 0          | 1     | 0     | 0              | 0              | 3      | 0      |
| 2017    | AIK               | Allsvenskan   | 29         | 0          | 4     | 0     | 6              | 0              | 39     | 0      |
| 2018    | AIK               | Allsvenskan   | 21         | 0          | 5     | 0     | 4              | 0              | 30     | 0      |
| 2019    | AIK               | Allsvenskan   | 27         | 0          | 4     | 0     | 8              | 0              | 39     | 0      |
| 2019/20 | Arminia Bielefeld | 2. Bundesliga | 0          | 0          | 0     | 0     | —              | —              | 0      | 0      |
| 2020/21 | Arminia Bielefeld | Bundesliga    | 0          | 0          | 0     | 0     | —              | —              | 0      | 0      |
| 2021/22 | → Brescia         | Serie B       | 1          | 0          | 0     | 0     | —              | —              | 1      | 0      |
| 2022    | → GIF Sundsvall   | Allsvenskan   | 1          | 0          | 1     | 0     | —              | —              | 2      | 0      |
| 2022/23 | Aalborg BK        | Superligaen   | 0          | 0          | 1     | 0     | —              | —              | 1      | 0      |
| 2023    | IF Brommapojkarna | Allsvenskan   | 3          | 0          | 0     | 0     | —              | —              | 3      | 0      |
| 2023/24 | Vendsyssel FF     | 1. division   | 11         | 0          | 0     | 0     | —              | —              | 11     | 0      |
| 2024/25 | Petrolul Ploiești | Liga 1        | 2          | 0          | 1     | 0     | —              | —              | 3      | 0      |
| 2025    | KTP Kotka         | Veikkausliiga | 1          | 0          | 0     | 0     | —              | —              | 1      | 0      |
| Totaal  | Totaal            | Totaal        | 100        | 0          | 17    | 0     | 20             | 0              | 137    | 0      |

Bijgewerkt op 2 juli 2025.

## Interlandcarrière
Linnér maakte zijn debuut in het Zweeds voetbalelftal op 11 januari 2019, toen een vriendschappelijke wedstrijd gespeeld werd tegen IJsland. Namens Zweden kwamen Viktor Gyökeres en Simon Thern tot scoren, maar door IJslandse treffers van Óttar Magnús Karlsson en Jón Þorsteinsson werd het gelijk: 2–2. Linnér mocht van bondscoach Janne Andersson in de basis beginnen en hij werd in de rust gewisseld ten faveure van mede-debutant Isak Pettersson (IFK Norrköping). De andere Zweedse debutanten dit duel waren Tesfaldet Tekie (AA Gent) en Jonathan Levi (Rosenborg BK).
| Interlands van Oscar Linnér voor Zweden | Interlands van Oscar Linnér voor Zweden | Interlands van Oscar Linnér voor Zweden | Interlands van Oscar Linnér voor Zweden | Interlands van Oscar Linnér voor Zweden | Interlands van Oscar Linnér voor Zweden |
| №                                       | Datum                                   | Wedstrijd                               | Uitslag                                 | Competitie                              | Goals                                   |
| Als speler bij AIK                      | Als speler bij AIK                      | Als speler bij AIK                      | Als speler bij AIK                      | Als speler bij AIK                      | Als speler bij AIK                      |
| --------------------------------------- | --------------------------------------- | --------------------------------------- | --------------------------------------- | --------------------------------------- | --------------------------------------- |
| 1                                       | 11 januari 2019                         | IJsland – Zweden                        | 2 – 2                                   | Vriendschappelijk                       |                                         |

Bijgewerkt op 2 juli 2025.